# Pneumatoarthrus
Pneumatoarthrus is een geslacht van uitgestorven zeeschildpadden bekend van de Mount Laurelformatie uit het Laat-Krijt (Vroeg-Maastrichtien) van Monmouth County, New Jersey. Slechts een enkele soort Pneumatoarthrus peloreus is bekend.

## Taxonomie
Het holotype van Pneumatoarthrus, ANSP 9225, werd oorspronkelijk geïdentificeerd als een heiligbeen door Joseph Leidy, dat toebehoorde aan Hadrosaurus in een monografie uit 1865 over reptielen uit het Krijt van de Verenigde Staten. Edward Drinker Cope identificeerde later dat het behoorde tot een dinosauriër die nauwer verwant was aan Anchisaurus, Efraasia en Clepsysaurus dan aan Dryptosaurus en Ornithopsis, en in zijn beschrijving uit 1872 van de zeeschildpad Protostega besloot hij dat Pneumatoarthrus waarschijnlijk ook een zeeschildpad was, die hij herhaalde in zijn monografie uit 1875 over fossielen van gewervelde dieren uit het Krijt uit het westelijke binnenland. Latere auteurs zagen de monografie van Cope uit 1875 over het hoofd en beschouwden het als een theropode of een hadrosauriër (Huene 1932 beschouwde Pneumatoarthrus als de sacrale wervels van Dryptosaurus). Baird (1979) bevestigde de protostegide identificatie van Pneumatoarthrus door Cope (1872, 1875) op basis van onderzoek van ANSP 9225.